# Hypnum donnianum
Hypnum donnianum là một loài Rêu trong họ Hypnaceae. Loài này được Sm. mô tả khoa học đầu tiên năm 1804.